# Porroecia crassispina
Porroecia crassispina är en kräftdjursart som först beskrevs av Chen och Lin 1987.  Porroecia crassispina ingår i släktet Porroecia och familjen Halocyprididae. Inga underarter finns listade i Catalogue of Life.